# Aserbaidschanischer Fußballpokal 2014/15
Der Aserbaidschanischer Fußballpokal 2014/15 war die 23. Austragung des Pokalwettbewerbs im Fußball in Aserbaidschan. Pokalsieger wurde der FK Qarabağ Ağdam. Das Team setzte sich im Finale gegen Titelverteidiger Neftçi Baku PFK mit 3:1 durch. Qarabağ war als Meister bereits für die UEFA Champions League 2015/16 qualifiziert, sodass der Platz für die UEFA Europa League 2015/16 an die ligabeste Mannschaft ging, die nicht bereits für einen der europäischen Wettbewerbe qualifiziert war. 

## Modus
In der Qualifikationsrunde, im Achtelfinale und Finale wurden die Begegnungen in einem Spiel entschieden. Bei unentschiedenem Ausgang wurde das Spiel verlängert und gegebenenfalls durch Elfmeterschießen entschieden.
Im Viertel- und Halbfinale wurden die Sieger in Hin- und Rückspiel ermittelt. Bei Torgleichstand in beiden Spielen zählte zunächst die größere Zahl der auswärts erzielten Tore; gab es auch hierbei einen Gleichstand, wurde das Rückspiel verlängert und ggf. ein Elfmeterschießen zur Entscheidung ausgetragen. 

## Teilnehmer
| Premyer Liqası (10) | Birinci Divizionu (8) |
| --- | --- |
| - MFK Araz-Naxçıvan - AZAL PFK Baku - FK Baku - İnter Baku - Neftçi Baku PFK - FK Qarabağ Ağdam - FK Qəbələ - PFK Simurq Zaqatala - Sumqayıt PFK - FK Xəzər Lənkəran | - FK Ağsu - Lokomotiv Bilajary FK - MOİK Baku PFK - FK Neftçala - Qaradağ Lökbatan FK - Rəvan Baku FK - FK Şahdağ-Samur - Zirə FK |

## Qualifikationsrunde
In dieser Runde nahmen vier Zweitligisten teil.
| Datum      |                          | Ergebnis |                            |
| ---------- | ------------------------ | -------- | -------------------------- |
| 22.10.2014 | MOİK Baku PFK (II)       | 1:0      | Lokomotiv Bilajary FK (II) |
| 22.10.2014 | Qaradağ Lökbatan FK (II) | 1:0      | Zirə FK (II)               |

## Achtelfinale
Teilnehmer: Die zwei Sieger der Qualifikationsrunde, alle zehn Erstligisten und zwei weitere Zweitligisten.
| Datum      |                         | Ergebnis              |                          |
| ---------- | ----------------------- | --------------------- | ------------------------ |
|            | FK Xəzər Lənkəran (I)   | 03:0 1                | MFK Araz-Naxçıvan (I)    |
| 03.12.2014 | PFK Simurq Zaqatala (I) | 6:0                   | Rəvan Baku FK (II)       |
| 03.12.2014 | FK Neftçala (II)        | 1:2                   | AZAL PFK Baku (I)        |
| 03.12.2014 | FK Qarabağ Ağdam (I)    | 4:2                   | MOİK Baku PFK (II)       |
| 03.12.2014 | FK Şahdağ-Samur (II)    | 0:3                   | İnter Baku (I)           |
| 03.12.2014 | FK Qəbələ (I)           | 3:0                   | FK Ağsu (II)             |
| 03.12.2014 | Neftçi Baku PFK (I)     | 3:0                   | Qaradağ Lökbatan FK (II) |
| 03.12.2014 | Sumqayıt PFK (I)        | 0:0 n. V. (3:4 i. E.) | FK Baku (I)              |

## Viertelfinale
| Datum             |                      | Gesamt |                         | Hinspiel | Rückspiel |
| ----------------- | -------------------- | ------ | ----------------------- | -------- | --------- |
| 04.03./13.03.2015 | Neftçi Baku PFK (I)  | 1:0    | AZAL PFK Baku (I)       | 0:0      | 1:0       |
| 04.03./13.03.2015 | İnter Baku (I)       | 5:0    | FK Xəzər Lənkəran (I)   | 2:0      | 3:0       |
| 04.03./13.03.2015 | FK Qarabağ Ağdam (I) | 7:1    | FK Baku (I)             | 3:0      | 4:1       |
| 04.03./13.03.2015 | FK Qəbələ (I)        | 0:3    | PFK Simurq Zaqatala (I) | 0:3      | 0:0       |

## Halbfinale
| Datum             |                      | Gesamt |                         | Hinspiel | Rückspiel |
| ----------------- | -------------------- | ------ | ----------------------- | -------- | --------- |
| 13.04./21.04.2015 | Neftçi Baku PFK (I)  | 3:2    | İnter Baku (I)          | 2:0      | 1:2       |
| 13.04./21.04.2015 | FK Qarabağ Ağdam (I) | 1:0    | PFK Simurq Zaqatala (I) | 1:0      | 0:0       |

## Finale
| Paarung          | FK Qarabağ Ağdam – Neftçi Baku PFK |
| Ergebnis         | 3:1 (2:0) |
| Datum            | 3. Juni 2015 |
| Stadion          | Qəbələ şəhər stadionu, Qəbələ |
| Zuschauer        | 4.500 |
| Schiedsrichter   | Rahim Həsənov |
| Tore             | 1:0 Reynaldo (5.) 2:0 Reynaldo (39.) 2:1 Ernest Webnje Nfor (77.) 3:1 Muarem Muarem (85.) |
| FK Qarabağ Ağdam | Ibrahim Šehić – Rəşad Sadıqov, Ansi Agolli, Maksim Medvedev, Badavi Hüseynov – Muarem Muarem, (90.+2' İlqar Qurbanov), Cavid Tağıyev (82. Namiq Yusifov), Qara Qarayev, Richard Almeida – Leroy George (75. Vüqar Nadirov), Reynaldo Cheftrainer: Qurban Qurbanov |
| Neftçi Baku PFK  | Aqil Məmmədov – Carlos Cardoso, Dênis Silva, Məqsəd İsayev (80. Emin Mehdiyev), Elvin Bədəlov – Cauê (65. Samir Masimov), Araz Abdullayev (72. Ernest Webnje Nfor), Érik Ramos, Julius Wobay – Nicolás Canales, Elşən Abdullayev Cheftrainer: Arif Əsədov         |
| Gelbe Karten     | keine – Carlos Cardoso |